# Serradàs
Serradàs és una partida rural constituïda per camps de conreu de secà del terme municipal de Conca de Dalt, a l'antic terme de Toralla i Serradell, al Pallars Jussà, en territori del poble de Torallola.
Està situada al sud de Torallola, en el lloc on es troben les pistes de Torallola, de la Plana i el Camí vell de la Pobla de Segur a Salàs de Pallars. És a ponent de lo Comellar, al nord de Sant Roc, a l'esquerra del barranc de Santa Cecília